# Abílio Miguel Joaquim Dias Fernandes
Abílio Miguel Joaquim Dias Fernandes (Inhambane, Moçambique, 22 de fevereiro de 1938 (87 anos)) foi Presidente da Câmara Municipal de Évora entre 3 de janeiro de 1977 a 13 de janeiro de 2002.
Licenciado em Finanças pelo Instituto Superior de Ciências Económicas e Financeiras (atual ISEG), foi ainda cabeça de lista da CDU pelo círculo eleitoral de Évora às eleições Legislativas de 20 de fevereiro de 2005, tendo conseguido o segundo lugar com 20245 votos, atrás do Partido Socialista, tendo sido eleito. Desempenhou por isso as funções de deputado na X Legislatura tendo sido Membro Efectivo do Conselho de Administração da Assembleia da República.
A 14 de outubro de 2021 recebeu o doutoramento honoris causa atribuído pela Universidade de Évora, tendo o discurso laudatório ficado a cargo de Rui Namorado Rosa, professor emérito daquela Universidade.
Recebeu no dia 25 de novembro de 2024, numa cerimónia realizada no Palácio de Dom Manuel que celebrava 38 da distinção do Centro Histórico de Évora como Património Mundial pela UNESCO, a medalha de ouro da cidade de Évora.